# Just Say Ozzy
A Just Say Ozzy koncertfelvétel Ozzy Osbourne lemeze, mely 1990. március 17-én jelent meg. Az album érdekessége, hogy Geezer Butler basszusozik rajta.

## Számlista
1. Miracle Man (Ozzy Osbourne, Zakk Wylde, Bob Daisley) – 4:01
2. Bloodbath in Paradise (Osbourne, Wylde, Daisley, Randy Castillo, John Sinclair) – 5:00
3. Shot in the Dark (Osbourne, Phil Soussan) – 5:33
4. Tattooed Dancer (Osbourne, Wylde, Daisley) – 3:47
5. Sweet Leaf (Osbourne, Tony Iommi, Geezer Butler, Bill Ward) – 3:22
6. War Pigs (Osbourne, Iommi, Butler, Ward) – 8:24

## Közreműködők
- Ozzy Osbourne – ének
- Zakk Wylde – gitár
- Geezer Butler – basszusgitár
- Randy Castillo – dob
- John Sinclair – billentyűs hangszerek